# Bosaardbei
De bosaardbei (Fragaria vesca) is de wilde tegenhanger van de cultuuraardbei. Maar waar de cultuuraardbei een kruising is tussen soorten, is de bosaardbei een botanische soort.
De bosaardbei wordt ook wel kleine bosaardbei genoemd, ter onderscheid van de grote bosaardbei (Fragaria moschata).

## Kenmerken
De plant heeft kleine witte bloemen die bloeien van juni tot augustus. De samengestelde, drievoudige bladeren zijn glanzend en hebben een gezaagde rand.
De vruchten, eigenlijk zijn het schijnvruchten, verspreiden een zoetige geur. Ze zijn eetbaar, maar zijn kleiner dan die van de cultuuraardbei.

## Voorkomen
De bosaardbei groeit in bijna heel België en Nederland, langs bosranden, op kapvlakten, open plekken in het bos, in weiden en langs dijken. Meestal op een ietwat vochtige zandgrond in gefilterd zonlicht.
De bosaardbei kan makkelijk verward worden met de schijnaardbei. Deze komt veel voor in parken, en is herkenbaar aan zijn gele bloemen.

## Toepassingen
De kleine vruchten hebben een frisse en zoete smaak. Ze zijn geschikt voor vruchtensalades en -dranken, siroop, gebak en jam. De bladeren zijn geschikt voor toevoeging aan kruidenthee of salade, in laatstgenoemde kunnen ook de stengels toegevoegd worden.

### Bloemdiagram

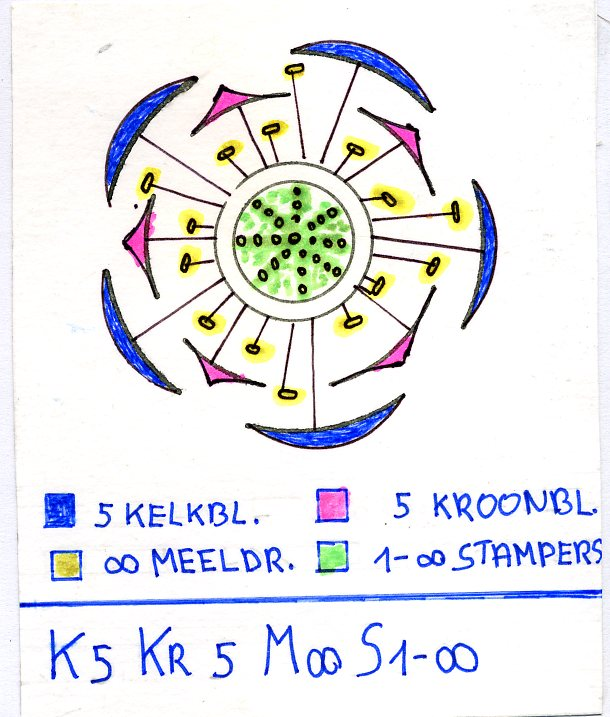

## Galerij

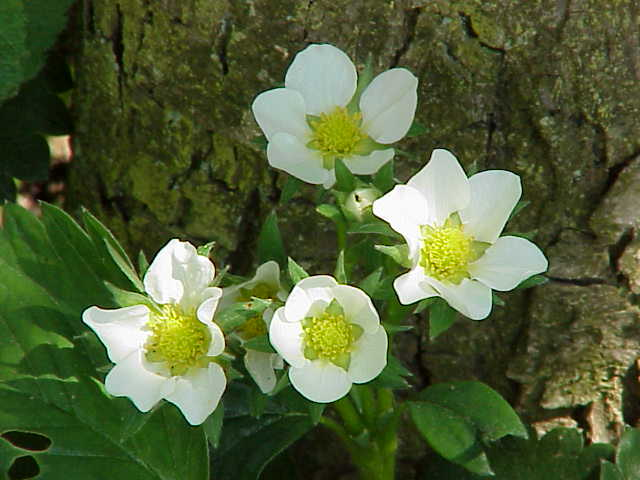
Bosaardbei
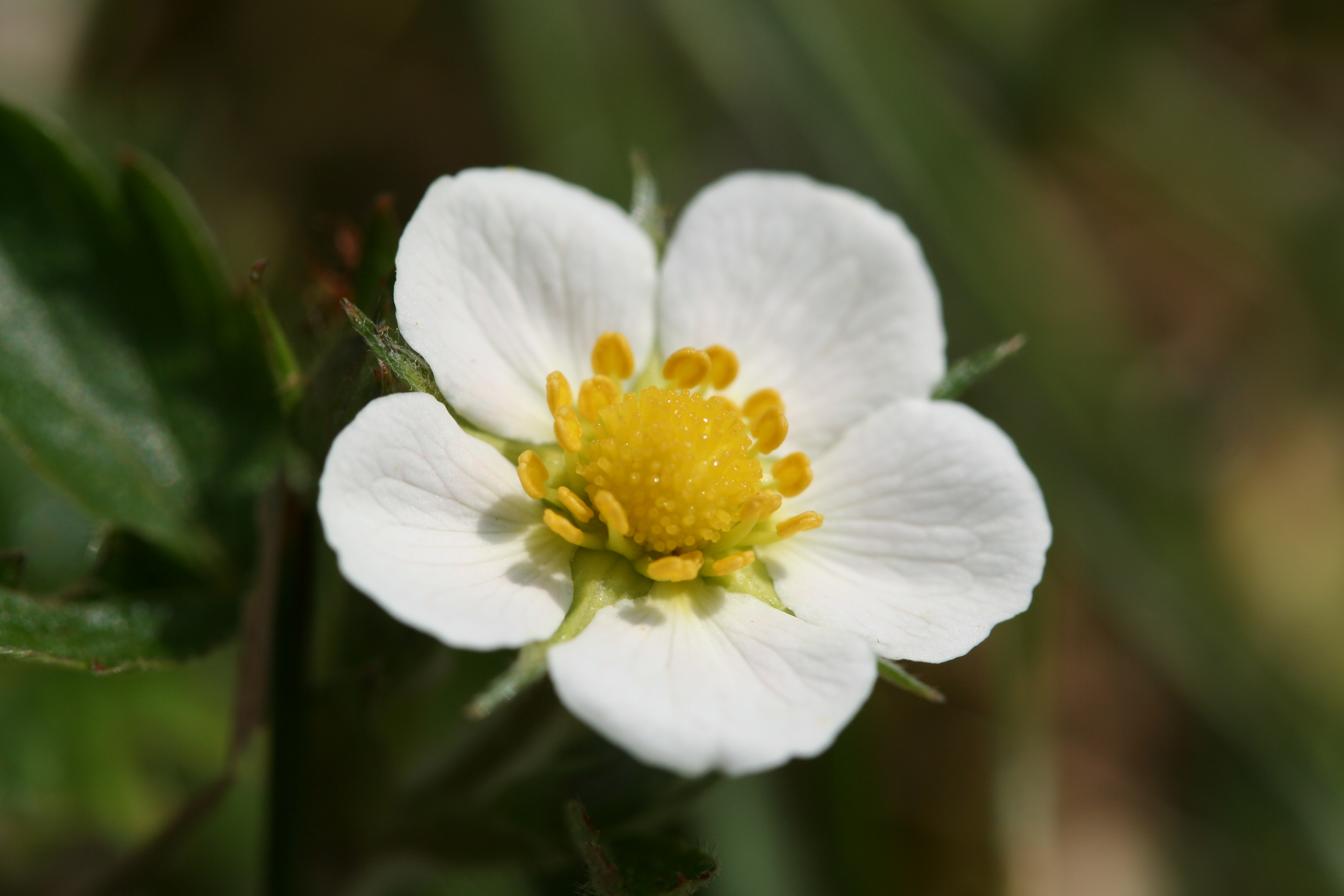
Close-up bloem
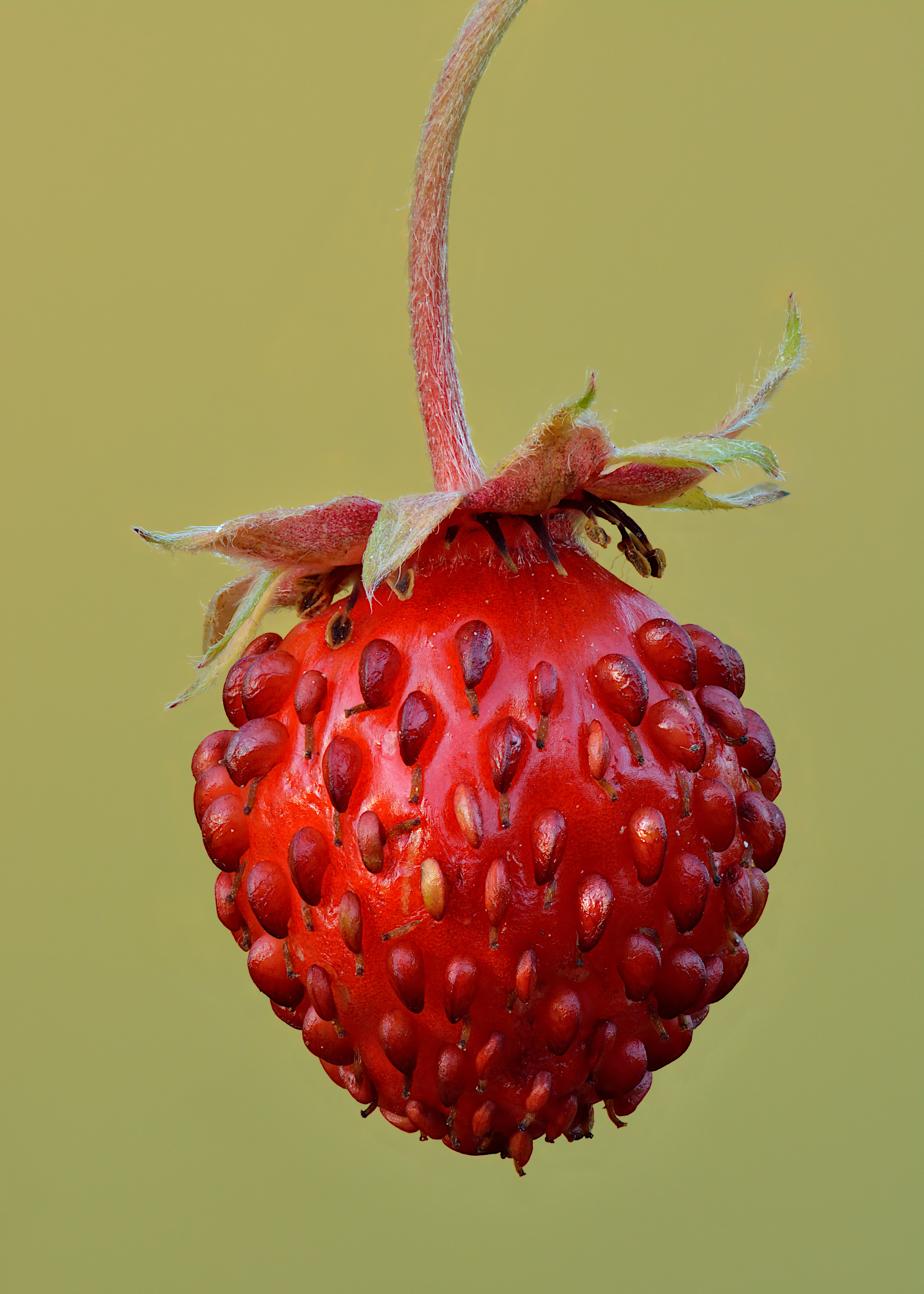
Vrucht